# 丹尼爾·孔-本迪

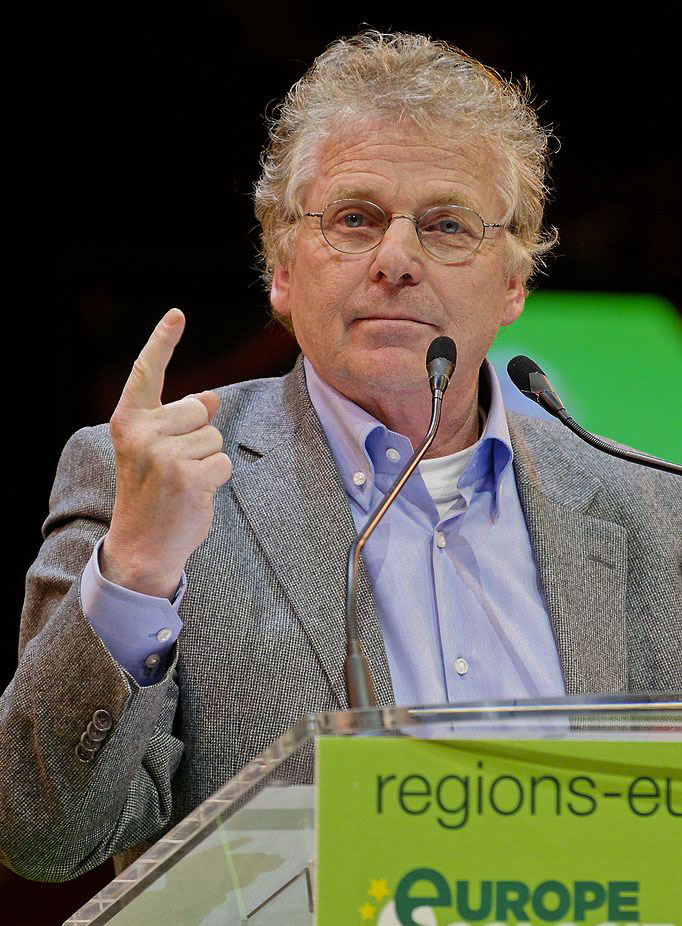
丹尼爾·孔-本迪。

丹尼爾·馬克·孔-本迪（法語：Daniel Marc Cohn-Bendit；1945年4月4日—）是法國出生的德國政治家。活躍在德法二國及歐洲綠黨裡。他是1968年5月法國學生起義（五月風暴）的領袖。2004年至2019年任職歐洲綠黨/歐洲自由聯盟在歐洲議會之黨團共同主席。

## 外部連結
- 丹尼爾·孔-本迪的個人網站 （页面存档备份，存于）